# Plumbaginaceae
Las plumbagináceas (Plumbaginaceae) son una familia de plantas espermatófitas eudicotiledóneas de distribución cosmopolita y pertenecientes al orden Caryophyllales. Incluyen 24 géneros y cerca de 800 especies.

## Descripción
Muchas especies de la familia son perennes, herbáceas, y pocas crecen como lianas o arbustos.  Las plantas tienen flores actinomorfas y son  polinizadas por insectos.  
La mayoría de las especies la constituyen plantas que viven varios años, y más raramente, que viven uno solo, anuales. 
Las Plumbaginaceae comprenden un centenar de especies típicas de regiones áridas o de sustratos con elevada concentración salina. Se trata de hierbas y plantas subfruticosas, con hojas simples de margen entero y sin estípulas, dispuestas en espiral. Las flores forman espigas de 1-5 flores envueltas por 2 brácteas, que, a su vez, forman panículas o capítulos; son de tipo pentámero. El perianto está formado por un cáliz escarioso, persistente, de 5 sépalos completamente concrescentes entre ellos; y una corola con 5 pétalos efímeros, soldados solo en la base (Limonium) o formando un tubo (Plumbago). Los estambres son 5 como los carpelos, soldados formando un ovario súpero unilocular, con un único óvulo y que desembocan en 5 estilos libres.
El fruto es una nuez o más raramente, una cápsula. La polinización es entomógama, por insectos. Algunos grupos con reproducción ágama, tienen la tendencia, por segregación geográfica, a dar numerosas agamospecies diferenciadas entre sí por caracteres poco evidentes: Limonium, Armeria...
Los géneros presentes en Europa son Limonium, Armeria, Plumbago, Limoniastrum y Goniolimon. Los géneros más ricos en especies son los dos primeros, característicos de ambientes extremos, como escolleras marinas o altas montañas.  
En la región mediterránea el género Limonium está representado por muchísimas especies, en gran parte endémicas y restringidas a tramos del litoral, algunas ya se han extinguido (Limonium catanense) o están en grave peligro como consecuencia de la antropización de la costa. 
El género Armeria comprende especies endémicas sobre todo de algunos distritos montanos, tiene una cepa leñosa poco ramificada, que puede ser gruesa, de la cual surgen los tallos. Plumbago europaea es una especie relegada a zonas ruderales, mientras Limoniastrum monopetalum, bastante rara, se encuentra solo en los bordes de los pantanos salobres costeros.

## Distribución y hábitat
Se encuentran en muy diferentes climas, del ártico a tropical,  y particularmente asociadas a estepas ricas en sal, humedales y costas marinas.

## Taxonomía

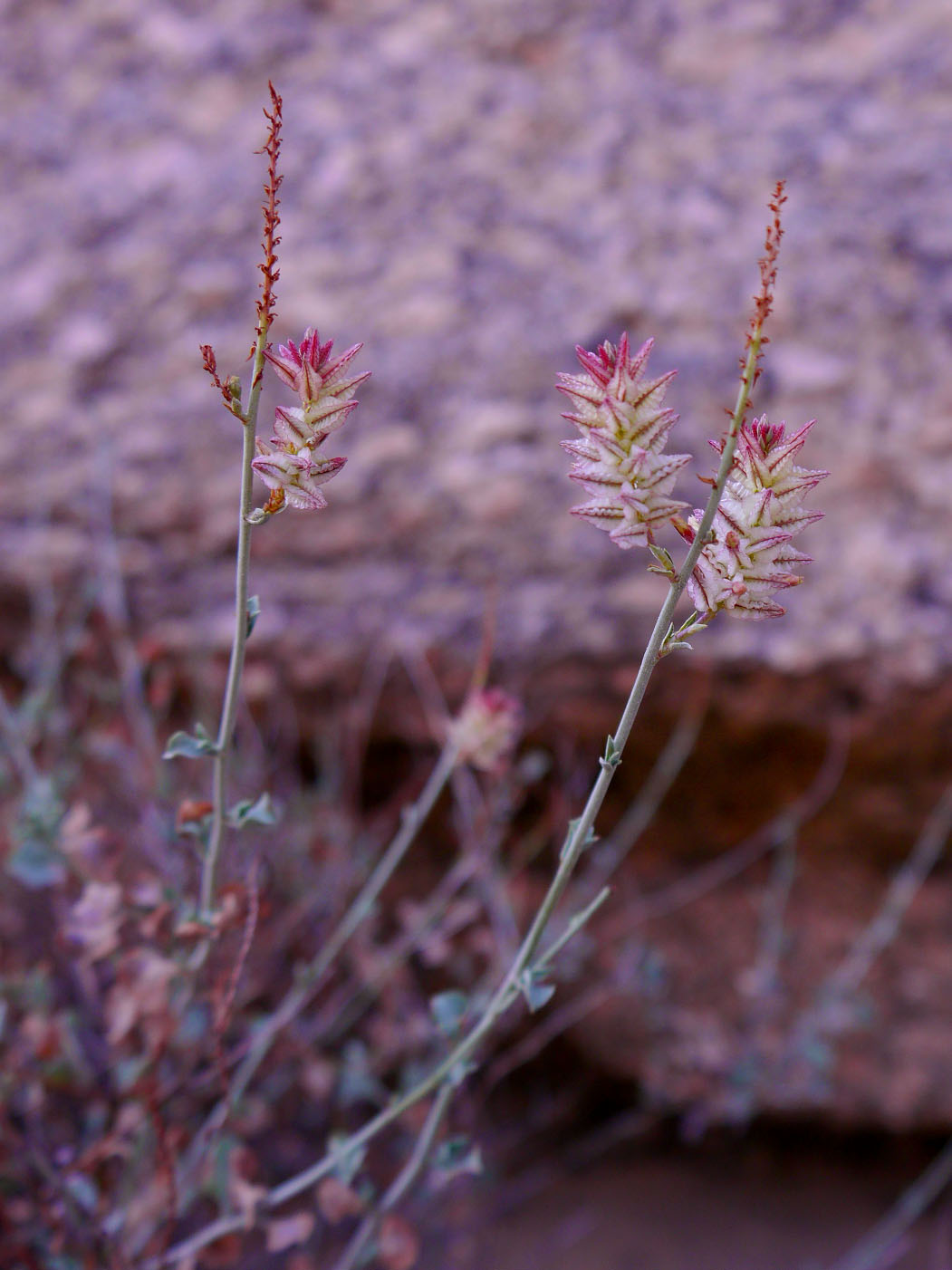
Dyerophytum africanum en Namibia.

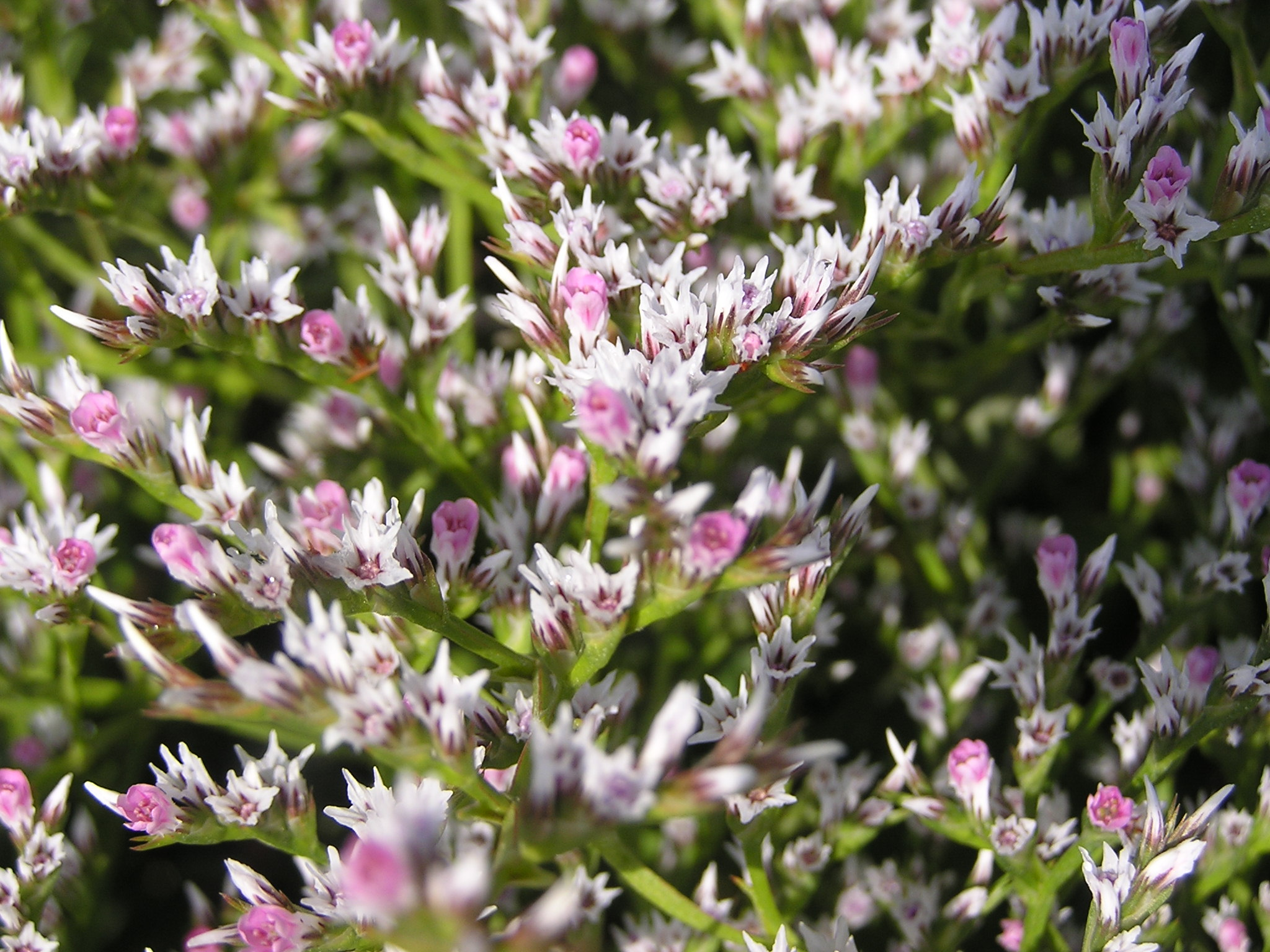
Goniolimon dalmaticum

La familia es reconocida por muchos taxónomos. El sistema APG II (2003; sin cambios con el sistema APG de 1998), reconoce esta familia y la asigna al orden Caryophyllales en la clade core eudicots.  
El sistema Cronquist de 1980, colocó la familia en un orden separado Plumbaginales,  que no incluía a otras familias.  El sistema Dahlgren había segregado algunas de sus especies a la familia Limoniaceae.
Se encuentran agrupadas en dos subfamilias: Plumbaginoideae y Staticoideae.

### Géneros
- Acantholimon
- Aegialitis
- Armeria
- Bamiana
- Buciniczea
- Cephalorhizum
- Ceratostigma
- Chaetolimon
- Dictyolimon
- Dyerophytum
- Eremolimon
- Ghasnianthus
- Goniolimon
- Ikonnikovia
- Limoniastrum
- Limoniopsis
- Limonium (sin. Statice)
- Meullerolimon
- Neogontscharovia
- Plumbagella
- Plumbago
- Popoviolimon
- Psylliostachys
- Vassilczenkoa

### Sinónimos
- Aegialitidaceae, Armeriaceae, Limoniaceae, Staticaceae.[1]

## Cultivo y usos
La familia cuenta con numerosas especies para  jardinería, que se cultivan por sus bellas flores.